# Wormaldia lusitanica
Wormaldia lusitanica är en nattsländeart som beskrevs av Gonzalez och Lazar Botosaneanu 1983. Wormaldia lusitanica ingår i släktet Wormaldia och familjen stengömmenattsländor. Inga underarter finns listade i Catalogue of Life.